# Pianoro
Pianoro é uma comuna italiana da região da Emília-Romanha, província de Bolonha, com cerca de 16.141 habitantes. Estende-se por uma área de 107 km², tendo uma densidade populacional de 151 hab/km². Faz fronteira com Bologna, Loiano, Monterenzio, Monzuno, Ozzano dell'Emilia, San Lazzaro di Savena, Sasso Marconi.

## Demografia
| Variação demográfica do município entre 1861 e 2011                               |
|                                                                                   |
| Fonte: Istituto Nazionale di Statistica (ISTAT) - Elaboração gráfica da Wikipedia |